# Diversibipalium
Genre
Diversibipalium est un genre de vers plats terrestres de la famille des Geoplanidae (sous-famille des Bipaliinae).
Ce genre a été défini pour y inclure les espèces n'ayant pas suffisamment d'informations morphologiques pour leur permettre d'être classées dans un autre genre parmi les Bipaliinae,. 

## Description
Comme tous les Bipaliinae, les espèces de Diversibipalium présentent une tête en forme de marteau ou de demi-lune.

## Taxonomie
Au cours de la seconde moitié du XIXe siècle et de la première moitié du XXe siècle, de nombreuses espèces de Plathelminthes terrestres ont été décrites principalement sur la base de leur morphologie externe. Or, les genres de Geoplanidae sont largement basés sur leur anatomie interne, en particulier l'anatomie de l'appareil copulateur. En conséquence, les espèces dont les descriptions sont trop anciennes pour que leur anatomie interne soit connue, ne peuvent pas être attribuées à un genre approprié.
C'est ainsi que le genre Diversibipalium a été créé en 2002, par Robert Edward Ogren (d), Eudóxia Maria Froehlich (d) et Gen-yu Sasaki (d), pour accueillir temporairement des espèces de la sous-famille des Bipaliinae dont l'anatomie de l'appareil copulateur reste inconnue.
Le nom valide complet avec auteur de ce taxon est Diversibipalium Kawakatsu, Ogren, Froehlich & Sasaki, 2002.

### Liste des espèces
Selon la base de données World Register of Marine Species (18 janvier 2024), le genre Diversibipalium contient les espèces valides suivantes :

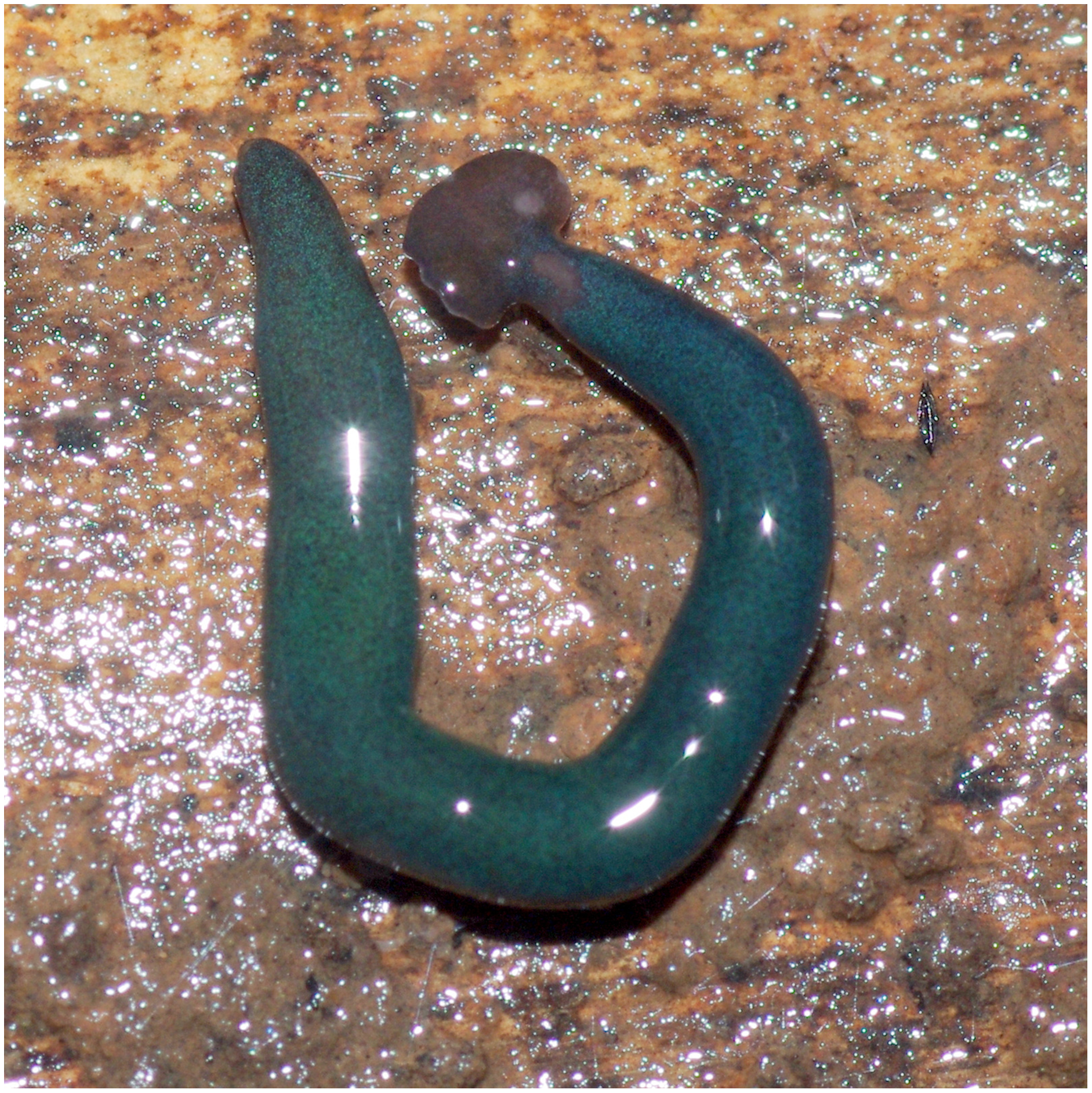
Diversibipalium mayottensis.

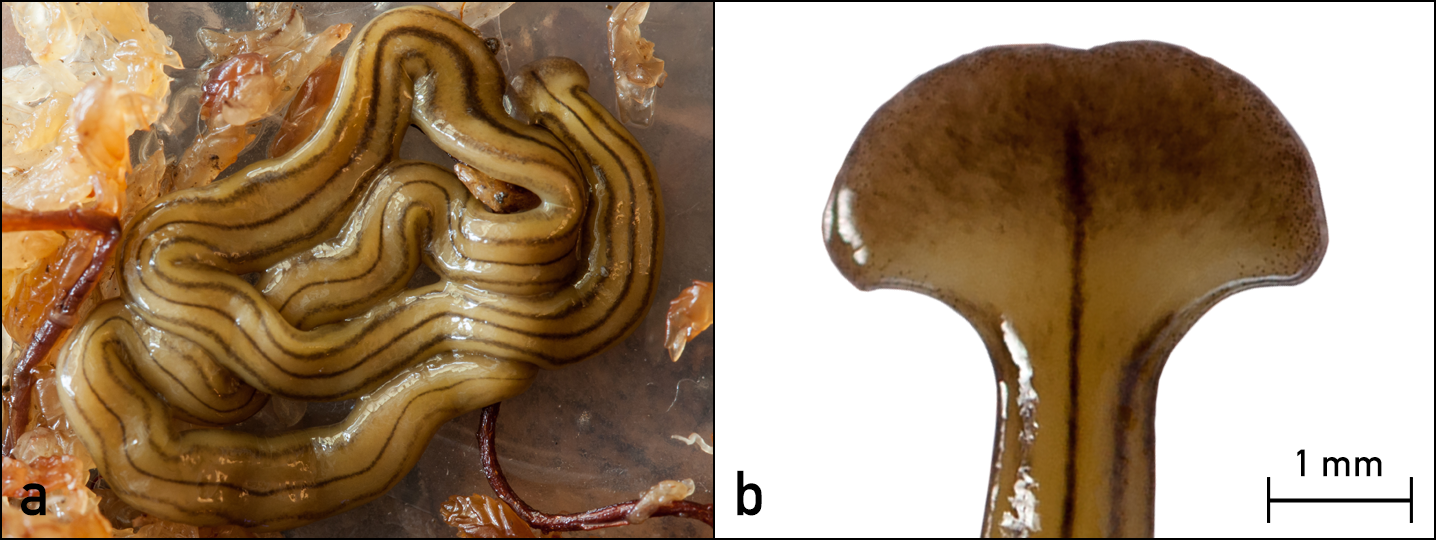
Diversibipalium multilineatum d'Italie.

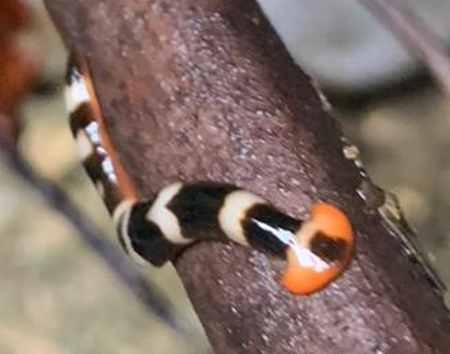
Diversibipalium rauchi.

- Diversibipalium andrewsi (Whitehouse, 1919)
- Diversibipalium bleekeri (Graff, 1898)
- Diversibipalium boehmigi (Müller, 1902)
- Diversibipalium brauni (Mell, 1903)
- Diversibipalium brunneum (Whitehouse, 1919)
- Diversibipalium cantori (Wright, 1860)
- Diversibipalium castaneum Solà & Sluys, 2023
- Diversibipalium catenatum (Graff, 1898)
- Diversibipalium cephalolacteum Solà & Sluys, 2023
- Diversibipalium claparedei (Graff, 1898)
- Diversibipalium claviforme (Loman, 1890)
- Diversibipalium contortolineatum Solà & Sluys, 2023
- Diversibipalium delicatum (Whitehouse, 1914)
- Diversibipalium dendrophilum Schmarda, 1859
- Diversibipalium dihangense (Whitehouse, 1914)
- Diversibipalium duplalaticlavium Solà & Sluys, 2023
- Diversibipalium engeli Hartog, 1968
- Diversibipalium expeditionis (Loman, 1895)
- Diversibipalium falcatum (Graff, 1899)
- Diversibipalium ferudpoorense (Wright, 1860)
- Diversibipalium flowei (Graff, 1899)
- Diversibipalium fuligineum (Geba, 1909)
- Diversibipalium fuscocephalum (Kaburaki, 1922)
- Diversibipalium gebai (Geba, 1909)
- Diversibipalium giganteum (Whitehouse, 1914)
- Diversibipalium grandidieri Mell, 1903
- Diversibipalium haasei (Graff, 1899)
- Diversibipalium hasseltii (Loman, 1890)
- Diversibipalium indicum (Whitehouse, 1919)
- Diversibipalium isabellinum (Geba, 1909)
- Diversibipalium jalorense (Laidlaw, 1903)
- Diversibipalium jansei (Muller, 1907)
- Diversibipalium keshavi (Saxena, 1957)
- Diversibipalium kirckpatricki (Graff, 1899)
- Diversibipalium koreense (Frieb, 1923)
- Diversibipalium kuhlii (Loman, 1890)
- Diversibipalium longitudinalis (de Beauchamp, 1933)
- Diversibipalium lunatum (Gray, 1831)
- Diversibipalium maculatum (Stimpson, 1857)
- Diversibipalium madagascarense (Graff, 1899)
- Diversibipalium marenzelleri (Mell, 1903)
- Diversibipalium marginatanigrum Solà & Sluys, 2023
- Diversibipalium mayottensis Justine, Gastineau, Gros, Gey, Ruzzier, Charles & Winsor, 2022
- Diversibipalium megacephalum (Müller, 1902)
- Diversibipalium molle Graff, 1899
- Diversibipalium multilineatum (Makino & Shirasawa, 1983)
- Diversibipalium murinum (Graff, 1899)
- Diversibipalium natunense (Meixner, 1906)
- Diversibipalium negritorum (Graff, 1899)
- Diversibipalium nigrilumbe (Loman, 1890)
- Diversibipalium olivaceps (Geba, 1909)
- Diversibipalium pictum (Geba, 1909)
- Diversibipalium quadricinctum Loman, 1890
- Diversibipalium rauchi (Graff, 1898)
- Diversibipalium richtersi (Graff, 1899)
- Diversibipalium ridleyi (Graff, 1899)
- Diversibipalium roonwali (Ramakrishna & Chauhan, 1962)
- Diversibipalium rotungense (Whitehouse, 1914)
- Diversibipalium salvini (Graff, 1899)
- Diversibipalium sarasini (Müller, 1907)
- Diversibipalium sexcinctum (Loman, 1890)
- Diversibipalium shipleyi (Graff, 1899)
- Diversibipalium solmsi (Graff, 1898)
- Diversibipalium sordidum (Whitehouse, 1914)
- Diversibipalium splendens (Whitehouse, 1919)
- Diversibipalium steindachneri (Graff, 1899)
- Diversibipalium stimpsoni (Diesing, 1862)
- Diversibipalium sumatrense (Loman, 1883)
- Diversibipalium superbum (Graff, 1899)
- Diversibipalium sylvestre Whitehouse, 1919
- Diversibipalium tamatavense (Graff, 1899)
- Diversibipalium tau (Mell, 1903)
- Diversibipalium tennenti (Diesing, 1862)
- Diversibipalium transversefasciatum (Müller, 1907)
- Diversibipalium tripartitum (Graff, 1899)
- Diversibipalium unicolor (Moseley, 1877)
- Diversibipalium vinosum (Kaburaki, 1925)
- Diversibipalium virchowi (Graff, 1899)
- Diversibipalium virgatum (Stimpson, 1857)
- Diversibipalium vittatum (Loman, 1888)
- Diversibipalium weberi (Loman, 1890)
- Diversibipalium whitehousei (Ogren & Kawakatsu, 1987)
- Diversibipalium wrighti (Graff, 1899)

### Espèces non valides
D'après World Register of Marine Species (18 janvier 2024), les espèces suivantes sont des noms oubliés :
- Diversibipalium ellioti (Graff, 1899)
- Diversibipalium fenestratum (Graff, 1898)
- Diversibipalium gulliveri (Graff, 1899)
- Diversibipalium hildebrandi (Graff, 1899)
- Diversibipalium layardi (Graff, 1899)
- Diversibipalium lehnerti (Graff, 1898)
- Diversibipalium lomani (Graff, 1898)
- Diversibipalium modiglianii (Graff, 1894)
- Diversibipalium ocellatum (Graff, 1898)
- Diversibipalium piceum (Graff, 1899)
- Diversibipalium simplex (Graff, 1898)
- Diversibipalium smithi (Graff, 1899)

Les espèces suivantes sont douteuses (nomen dubium) :
- Diversibipalium everetti (Houghton, 1870) ;
- Diversibipalium houghtoni (Moseley, 1874).

Les espèces suivantes sont à investiguer (taxon inquirendum) :
- Diversibipalium fulvum (Kaburaki, 1922) ;
- Diversibipalium grayi (Wright, 1860) ;
- Diversibipalium ruteofulvum (Kaburaki, 1922) ;
- Diversibipalium trilineatum (Stimpson, 1857).

### Publication originale
1. 1 2  
(en) Masaharu Kawakatsu, Robert E. Ogren, Eudóxia Maria Froehlich et Gen-Yu Sasaki, « Additions and corrections of the previous land planarian indices of the world (Turbellaria, Seriata, Tricladida, Terricola) – 10 », The Bulletin of Fuji Women's University, series II, vol. 40,‎ 2002, p. 162–177 (lire en ligne)